# 마티아스 루스트
마티아스 루스트(Mathias Rust, 1968년 6월 1일 ~ )는 1987년 5월 28일 모스크바 붉은 광장 근처에 착륙한 비행으로 유명한 독일 비행사이다. 그 후 10대 아마추어 조종사였던 그는 허가 없이 핀란드 헬싱키에서 모스크바로 비행했다. 러시아 측 주장에 따르면 그는 소련 공군과 민간 항공 교통 관제사, 소련 공군 요격기에 의해 여러 차례 추적됐다. 소련 전투기는 그를 격추할 허가를 받지 못했고 그의 비행기는 여러 번 아군 항공기로 오인되었다. 또한 1987년 5월 28일은 국경 수비대의 날이어서 많은 수비대가 주의를 딴 데로 돌리게 되었다. 그는 소련 수도 크렘린 근처 붉은 광장 옆에 있는 볼쇼이 모스크바보레츠키 다리에 착륙했다.
루스트는 자신이 동쪽으로 가는 '가상의 다리'를 만들고 싶었으며, 그의 비행은 두 냉전 진영 사이의 긴장과 의심을 줄이기 위한 의도였다고 말했다. 루스트는 국경 통과 및 항공 교통 규정을 위반하고 착륙 시 긴급 상황을 유발한 혐의로 일반 정권 노동 수용소에서 4년형을 선고 받았다. 감옥에서 14개월을 보낸 후, 그는 최고 소비에트 상임위원회 의장인 안드레이 그로미코로부터 사면을 받고 석방되었다.
뚫을 수 없을 것으로 추정되는 대공 방어 시스템을 통과한 루스트의 비행은 소련군에 큰 영향을 미쳤고, 소련 국방장관 세르게이 소콜로프 (원수)와 소련 방공군 총사령관, 전 제2차 세계대전 전투기 조종사 에이스 원수 알렉산더 콜두노프(Alexander Koldunov)을 포함한 많은 고위 장교들이 해고되었다. 이 사건은 미하일 고르바초프가 자신의 정책에 반대하는 수많은 군 관리들을 해고할 수 있게 함으로써 개혁을 실행하는 데 도움이 되었다.

## 같이 보기
- U-2기 사건
- 대한항공 007편 격추 사건